# Maciej Englert
Maciej Ignacy Englert (ur. 17 lutego 1946 w Sosnowcu) – polski aktor i reżyser teatralny.

## Życiorys
W 1968 roku ukończył studia na Wydziale Aktorskim i Reżyserskim w warszawskiej Państwowej Wyższej Szkole Teatralnej. Studia reżyserskie rozpoczął zaraz po ukończeniu szkoły teatralnej. Po dwóch latach je porzucił. Mistrzem jego warsztatu reżyserskiego został ówczesny dyrektor Teatru Współczesnego, Erwin Axer, który szybko umożliwił młodemu aktorowi realizację pierwszych przedstawień. Jako reżyser teatralny debiutował w 1971 roku przedstawieniem Iskrą tylko....
W latach 1968–1975 był aktorem i reżyserował w warszawskim Teatrze Współczesnym, w 1976–79 pełnił funkcję dyrektora naczelnego i artystycznego Teatru Współczesnego w Szczecinie. Był pierwszym dyrektorem i organizatorem Szczecińskiego Teatru Współczesnego, w Szczecinie wyreżyserował m.in. „Wyzwolenie” Wyspiańskiego, „Kurka Wodna” Witkacego, „Burza” Szekspira oraz „Lato i dym” Williamsa. W latach 1979–81 był zastępcą dyrektora Teatru Współczesnego w Warszawie, w 1981 roku został jego dyrektorem, którym był do końca sierpnia 2024 roku. W latach 1992–93 był członkiem Rady ds. Kultury przy Prezydencie RP.
Został członkiem honorowego komitetu poparcia Bronisława Komorowskiego przed przyspieszonymi wyborami prezydenckimi 2010 oraz przed wyborami prezydenckimi w Polsce w 2015 roku.

### Życie prywatne
Od roku 1968 żonaty z aktorką Martą Lipińską (ur. 1940). Mają córkę Annę, kostiumografa, absolwentkę Akademii Sztuk Pięknych i syna Michała (ur. 1975), operatora filmowego. Jego starszym bratem jest Jan Englert (ur. 1943) – aktor teatralny i filmowy, bratową aktorka Beata Ścibakówna, a bratanicą również aktorka Helena Englert.

## Filmografia
- 1976 Dagny Stanisław Korab-Brzozowski
- 1975 Jarosław Dąbrowski Ignacy Chmieleński
- 1972 Palec Boży Andrzej, pensjonariusz zakładu psychiatrycznego
Diabeł Hrabia – pan młody
- 1971 Brylanty pani Zuzy Pracownik kontrwywiadu
Złote Koło Jan Sadowski „Długi Janek"
Bolesław Śmiały Rycerz ze świty królewskiej
- 1970 Przygody psa Cywila milicjant (odc. 5)
- 1969−1970 Gniewko, syn rybaka Kazimierz Wielki (odc. 3)

## Nagrody
- 1974: Nagroda Młodych im. H. Morycińskiego za reżyserię Awansu w Teatrze Dramatycznym w Szczecinie na XVI Festiwalu Teatrów Polski Północnej w Toruniu
- 1976: Wyróżnienie za reżyserię Makbeta w Teatrze Współczesnym w Szczecinie na XVII Festiwalu Teatrów Polski Północnej w Toruniu
- 1977: Nagroda Województwa Szczecińskiego za preferowanie repertuaru współczesnego i osiągnięcia reżyserskie
- 1977: Nagroda tygodnika „Przyjaźń” za reżyserię sztuki Największa świętość I. Druce w Teatrze Współczesnym w Warszawie
- 1977: Wyróżnienie za inscenizację Fars mrocznych w Teatrze Współczesnym w Szczecinie na Festiwalu Teatrów Polski Północnej w Toruniu
- 1978: Nagroda im. Konrada Swinarskiego – przyznawana przez redakcję miesięcznika „Teatr” (za reżyserię przedstawienia „Największa świętość” Iona Drucego w Teatrze Współczesnym w Warszawie)
- 1978: Nagroda dziennikarzy za interpretację sceniczną II aktu Wyzwolenia w Teatrze Współczesnym w Szczecinie na XX Festiwalu Teatrów Polski Północnej w Toruniu
- 1978: Nagroda za reżyserię sztuki Największa świętość w Teatrze Współczesnym w Warszawie na XVII Kaliskich Spotkaniach Teatralnych
- 1978: Bursztynowy Pierścień
- 1979: Odznaka Honorowa Gryfa Pomorskiego
- 1987: Nagroda Ministra Kultury i Sztuki za wybitne osiągnięcia artystyczne, w szczególności za adaptację i reżyserię spektaklu Mistrz i Małgorzata
- 1988: Nagroda TPPR im. Wandy Wasilewskiej (nie została przyjęta)
- 1988: Nagroda indywidualna I stopnia „Trybuny Ludu” za osiągnięcia w dziedzinie reżyserii, w szczególności za spektakl Mistrz i Małgorzata
- 1988: Nagroda tygodnika „Przyjaźń” za reżyserię Mistrza i Małgorzaty w Teatrze Współczesnym w Warszawie
- 1989: Dyplom Honorowy Ministra Spraw Zagranicznych
- 1993: Nagroda publiczności za spektakl Najlepsi z przyjaciół na XXXII Rzeszowskich Spotkaniach Teatralnych
- 2002: Sopot – II KF Teatru PR i TV „Dwa Teatry” – nagroda specjalna pozaregulaminowa za udaną kontynuację tradycji Teatru TV w przedstawieniu Pieniądze innych ludzi Jerry’ego Sternera
- 2002: Łódź – VIII Ogólnopolski Festiwal Sztuk Przyjemnych – tytuł Najprzyjemniejszy Spektakl – dla przedstawienia Odwrót Williama Nicholsona z Teatru Współczesnego w Warszawie (plebiscyt publiczności)
- 2003: Warszawa – IX OKNWPSW – nagroda za reżyserię spektaklu Wniebowstąpienie według Tadeusza Konwickiego w Teatrze Współczesnym w Warszawie
- 2004: Sopot – IV Festiwal Teatru Polskiego Radia i Teatru Telewizji Polskiej „Dwa teatry” – nagroda za reżyserię spektaklu Kąpielisko Ostrów Pawła Huelle.
- 2005: Sopot – V Festiwal Teatru Polskiego Radia i Teatr TVP „Dwa Teatry” – nagroda za reżyserię spektaklu Wniebowstąpienie Tadeusza Konwickiego.
- 2007: Sopot – VII Festiwal Teatru Polskiego Radia i Teatru Telewizji „Dwa Teatry” – nagroda za reżyserię filmu telewizyjnego Rozmowy z katem
- 2009: Feliks Warszawski za najlepszą reżyserię – nagroda za spektakl To idzie młodość w Teatrze Współczesnym

## Odznaczenia
- Krzyż Kawalerski Orderu Odrodzenia Polski (1987)
- Srebrny Krzyż Zasługi
- Złoty Medal „Zasłużony Kulturze Gloria Artis”[5] (2010)
- Odznaka „Zasłużony Działacz Kultury” (1978)